# Coyecques
Coyecques är en kommun i departementet Pas-de-Calais i regionen Hauts-de-France i norra Frankrike. Kommunen ligger i kantonen Fauquembergues som tillhör arrondissementet Saint-Omer. År 2022 hade Coyecques 598 invånare.

## Befolkningsutveckling
Antalet invånare i kommunen Coyecques
| Referens: INSEE |